# Грицай Людмила Анатоліївна
Людми́ла Анато́ліївна Грица́й (* 1978) — українська спортсменка (кікбоксинг, бокс). Майстер спорту з кікбоксингу (2003) і боксу (2004).

## З життєпису
Народилася 1978 року в місті Київ.
Бронзова призерка чемпіонату світу (Індія, 2006) та чемпіонатів Європи (Італія, 2004; Норвегія, 2005; Польща, 2006).
Учасниця міжнародного турніру А. Комерта (Стамбул; 2004 — 3-тє місце, 2006 — 2-ге місце) та міжнародних турнірів у Санкт-Петербурзі (2005, 3-тє місце) і місті Ступіно (РФ, 2006, 2-ге місце).
Чемпіонка України з кікбоксингу (2006) і боксу (2003—2006). Виступала за спортивний клуб «Колізей» (Чернівці, 2003—2005), від 2005 року — за спортивний клуб «Миколаїв». Тренери — Е. Олексієнко, М. Хаджіогло.